# エルネスト・バルベルデ
エルネスト・バルベルデ・テヘドル（Ernesto Valverde Tejedor、1964年2月9日 - ）は、スペイン出身の元サッカー選手、現サッカー指導者。2022年からアスレティック・ビルバオの監督を務める。

## 経歴

### 選手時代
セグンダ・ディビシオン（2部）のデポルティーボ・アラベスなどでプレーした後、1986年にプリメーラ・ディビシオン（1部）のRCDエスパニョールに移籍した。8月31日のアトレティコ・マドリード戦でプリメーラデビューを果たし、1986-87シーズンは計43試合に出場して7ゴールを決めた。1987-88シーズンはUEFAカップに出場して決勝まで勝ち進んだが、バイエル・レバークーゼンにPK戦の末敗れた。1988年夏に移籍したFCバルセロナでは出場機会こそ少なかったが、UEFAカップウィナーズカップとコパ・デル・レイのタイトルを獲得した。彼はエストレマドゥーラ州出身だが、幼少期にバスク地方に移り住んだため、アスレティック・ビルバオでプレーする権利があり、1990年にアスレティックに移籍した。6シーズンをアスレティックで過ごし、1992年から1994年の間にはリーグ戦で20ゴールを決めた。1996年にRCDマヨルカに移籍し、1シーズンを過ごした後に33歳で現役引退した。
1990年10月10日、UEFA EURO '92予選のアイスランド戦でスペイン代表初キャップを刻んだ。スペイン代表歴はこの1試合のみである。

### 指導者時代
現役を退いてからは、アスレティック・ビルバオでユースチームの監督やトレーナー、Bチームの監督などを勤め、2003-04シーズンからはトップチームの監督としてリーガに戻ってきた。初年度は5位、翌年度は9位とまずまずの成績を収め、2006年5月、RCDエスパニョールの監督に就任した。リーグでは平凡な成績だったが、UEFAカップで準優勝の快挙を達成し、バルベルデの名をスペイン中、ヨーロッパ中に知らしめることとなる。2007-08シーズンは開幕直後から4位以内をキープしていたが、冬以降は成績が急下降し、結局12位でシーズンを終えた。2008年5月、契約を1年残してエスパニョールの監督を辞任した。
2008年夏、オリンピアコスFCの監督に就任した。欧州カップ戦においては結果を残せなかったものの、リーグ優勝・カップ戦優勝と国内2冠を達成し、優れた手腕を発揮した。その後、1シーズンでの退団が決定。2009年6月2日、マヌエル・ペレグリーニの後任としてビジャレアルCF監督に就任した。しかしクラブは開幕から低迷を続け、2010年1月31日のCAオサスナ戦終了後に解任された。

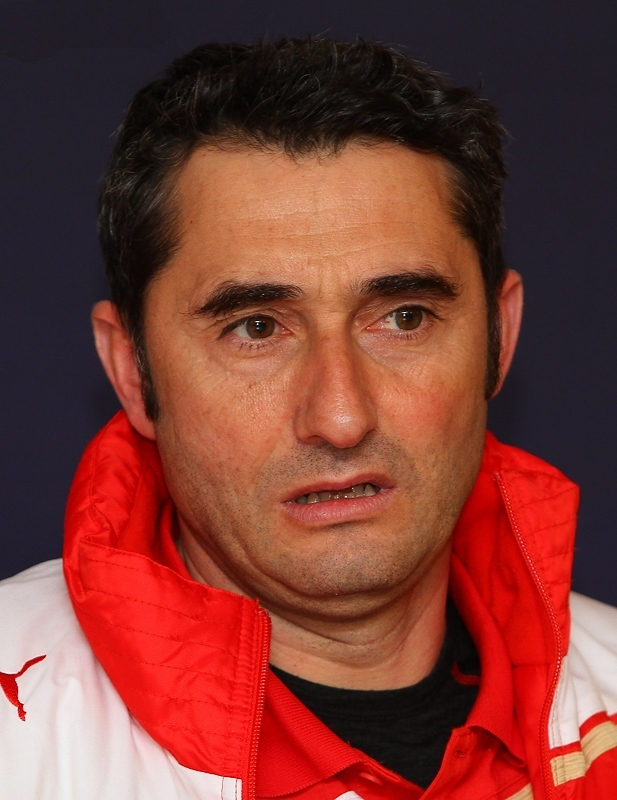
オリンピアコス監督時代（2012年）

2010年、サッカー日本代表監督として名前が挙がったが交渉はまとまらなかったと報じられている。日本代表監督選定を担ったJFA技術委員長原博実は、バルベルデを「バイタリティに溢れ、サッカーもアグレッシブ、人柄も良い」と絶賛し「彼自身は日本代表に関心があった」とする一方、若くて（当時46歳）野心があるがゆえ、日本よりも欧州での成功を目指したのだろうと述懐している。同年8月10日、オリンピアコスの監督に復帰し、2010-11シーズンは独走でのリーグ優勝を果たした。
2012年12月、解任されたマウリシオ・ペジェグリーノの後任としてバレンシアCFの監督に就任した。
2013年6月、8年ぶりにアスレティック・ビルバオに復帰。
初年度となる13-14シーズンでリーグ戦4位の好成績を残し、16年ぶりとなるチャンピオンズリーグ出場に導いた。
15-16シーズンの開幕前のスーペルコパ・デ・エスパーニャでは、前シーズンに三冠を成し遂げたFCバルセロナと対戦。
ホームで行われた1stレグでは、アリツ・アドゥリスのハットトリックを含む4得点で大勝。続く2ndレグでも引き分けに持ち込み、2戦合計5-1で勝利。クラブにとって31年ぶりのタイトル獲得を達成した。
15-16シーズンのヨーロッパリーグではベスト８に進出し、本大会でその後優勝する事となるセビージャFC相手にPK戦の末に敗退した。
16-17シーズン終了をもって契約満了で退団。在任中の4シーズン全てで欧州カップ戦への出場権を獲得し、イニャキ・ウィリアムズやケパ・アリサバラガら若手の育成でも貢献した。
2017年5月、ルイス・エンリケの後任としてバルセロナの監督に就任した。就任直後にネイマールが退団、スーペルコパ・デ・エスパーニャで宿敵のレアル・マドリードに完敗し初タイトルを逃すなど波乱のデビューとなった。シーズン当初は4-3-3の布陣を敷いていたが、その後4-4-2の布陣を採用、守備の安定化を図った。その後、2017-18シーズンの前半戦を無敗で折り返すなどチームの立て直しに成功した。順風満帆なシーズンを送っていたがチャンピオンズリーグ、準々決勝ローマ戦において1stレグはホームで4-1と勝利するも2ndレグで0-3の敗戦を喫し、アウェイゴール差で3年連続ベスト8での敗退が決まった。バルセロナの敗退は世界に衝撃を持って伝えられ、バルベルデのリーグ戦における主力の酷使やローマ戦の受け身の采配には多くの批判の声が上がった。2017-18シーズン、コパ・デル・レイ決勝ではセビージャを終始圧倒し5-0の大勝を飾り、バルセロナでの初めてのタイトルを獲得した。リーグ戦では4試合を残して優勝を決め、国内2冠を達成した。無敗優勝まであと2試合と迫っていたが、メッシを温存した第37節、レバンテ戦で4-5と敗戦。シーズン無敗を達成することはできなかった。
2018-19シーズンのリーガは優勝して連覇をしたが、チャンピオンズリーグでは準決勝のリヴァプールFC戦で1stレグで3-0とリードしながら2ndレグ0-4で敗れて2年連続で逆転での敗退をしたことにより、夏には解任をファンから要求される。2019-20シーズンでは低調なパフォーマンスでファンから解任を要求されることになり、スーペル・コパ敗退後の1月14日、監督を解任された。
2022年6月25日に行われたアスレティック・ビルバオの会長選挙にて、バルベルデ氏の監督就任を公約としたジョン・ウリアルテ氏が当選し、6月30日に3度目となるアスレティック・ビルバオの監督就任が発表された。

## 監督成績
2020年1月13日現在
| クラブ                   | 就任          | 退任          | 記録 | 記録 | 記録 | 記録 | 記録  | 記録 | 記録 | 記録   |
| クラブ                   | 就任          | 退任          | 試   | 勝   | 分   | 敗   | 得    | 失   | 差   | 勝率   |
| ------------------------ | ------------- | ------------- | ---- | ---- | ---- | ---- | ----- | ---- | ---- | ------ |
| ビルバオ・アスレティック | 2002年6月30日 | 2003年6月30日 | 44   | 22   | 10   | 12   | 63    | 51   | +12  | 050.00 |
| アスレティック・ビルバオ | 2003年6月30日 | 2005年6月21日 | 93   | 38   | 23   | 32   | 143   | 119  | +24  | 040.86 |
| エスパニョール           | 2006年5月26日 | 2008年5月28日 | 99   | 37   | 30   | 32   | 129   | 127  | +2   | 037.37 |
| オリンピアコス           | 2008年5月28日 | 2009年5月8日  | 47   | 31   | 7    | 9    | 84    | 35   | +49  | 065.96 |
| ビジャレアル             | 2009年6月2日  | 2010年1月31日 | 32   | 13   | 7    | 12   | 51    | 40   | +11  | 040.63 |
| オリンピアコス           | 2010年8月7日  | 2012年5月31日 | 80   | 60   | 7    | 13   | 161   | 47   | +114 | 075.00 |
| バレンシア               | 2012年12月3日 | 2013年6月2日  | 30   | 16   | 7    | 7    | 56    | 38   | +18  | 053.33 |
| アスレティック・ビルバオ | 2013年6月20日 | 2017年5月23日 | 213  | 102  | 45   | 66   | 318   | 240  | +78  | 047.89 |
| バルセロナ               | 2017年5月29日 | 2020年1月13日 | 145  | 97   | 32   | 16   | 339   | 128  | +211 | 066.90 |
| 合計                     | 合計          | 合計          | 783  | 416  | 168  | 199  | 1,344 | 825  | +519 | 053.13 |

## タイトル

### 選手時代
FCバルセロナ
- コパ・デル・レイ : 1989-90
- UEFAカップウィナーズカップ : 1988-89

### 指導者時代
オリンピアコスFC
- ギリシャ・スーパーリーグ : 2008-09, 2010-11, 2011-12
- ギリシャ・カップ : 2008-09, 2011-12

アスレティック・ビルバオ
- スーペルコパ・デ・エスパーニャ : 2015
- コパ・デル・レイ : 2023-24

FCバルセロナ
- リーガ・エスパニョーラ：2017-18, 2018-19
- コパ・デル・レイ : 2017-18
- スーペルコパ・デ・エスパーニャ：2018